# Stenurothripidae
Stenurothripidae zijn een fossiele familie van tripsen (Thysanoptera). De familie kent 12 geslachten.

## Taxonomie
De familie kent de volgende geslachten:
- Exitelothrips
- Heratythrips
- Hispanothrips
- Holarthrothrips
- Neocomothrips
- Oligothrips
- Opadothrips
- Progonothrips
- Rhetinothrips
- Scaphothrips
- Scudderothrips
- Stenurothrips